# Papilio ascalaphus
Espèce
Papilio ascalaphus ou Mormon ascalaphe est une espèce de lépidoptères (papillons) de la famille des Papilionidae. L'espèce vit en Indonésie (Célèbes, îles Sula et Banggai). 